# Horry County
Horry County är ett administrativt område i delstaten South Carolina, USA. År 2010 hade countyt 269 291 invånare. Den administrativa huvudorten är Conway. Den administrativa huvudorten (county seat) är Conway.

## Geografi
Enligt United States Census Bureau har countyt en total area på 3 250 km². 2 937 km² av den arean är land och 313 km² är vatten.

### Angränsande countyn
- Columbus County, North Carolina - nordöst
- Brunswick County, North Carolina - öst
- Georgetown County, South Carolina - sydväst
- Marion County, South Carolina - väst
- Dillon County, South Carolina - nordväst

### Orter
- Atlantic Beach
- Aynor
- Briarcliffe Acres
- Conway (huvudrort)
- Loris
- Myrtle Beach
- North Myrtle Beach
- Surfside Beach